# Reza Ahadi
Reza Nadef Ahadi (persisch رضا احدی anhörenⓘ; * 30. November 1962 in Teheran; † 17. Januar 2016 ebenda) war ein iranischer Fußballspieler und -trainer.

## Karriere

### Spieler

#### Verein
Ahadi spielte in und nach der Jugend beim Esteghlal FC im Iran. 1986 wechselte er von dort nach Deutschland zu Rot-Weiss Essen, wo er ein Jahr lang blieb. Er nahm in dieser Zeit an acht Spielen der Zweiten Bundesliga teil und erzielte dabei ein Tor. In der Saison 1988/89 spielte er beim Verbandsligisten VSV Wenden. Danach zog es ihn wieder in die Heimat zum Esteghlal FC. Sein größter Erfolg war der Gewinn der iranischen Meisterschaft 1990. Im Jahr 1991 beendete er seine Spielerkarriere.

#### Nationalmannschaft
Reza Ahadi bestritt 15 Spiele für die iranische Fußballnationalmannschaft und erzielte dabei zwei Tore.

### Trainer
Seit 2009 war er Trainer bei Shahdari Zanjan FC.